# Stadtmuseum Zweibrücken
Das Stadtmuseum Zweibrücken stellt die Geschichte der Stadt Zweibrücken und des ehemaligen Herzogtums Pfalz-Zweibrücken dar.

## Geschichte
Der pfälzische Historiker und Heimatforscher Albert Becker hatte 1913 die Idee eines Zweibrücker Heimatmuseums und konkretisierte seine Überlegungen 1914 in einem Vortrag vor dem „Historischen Verein der Mediomatriker für die Westpfalz“. Ziel war es, eine erst einmal nicht-öffentliche Sammlung von Exponaten aus der Stadtgeschichte anzulegen. Der Erste Weltkrieg unterbrach die Vorbereitungen allerdings, so dass erst am 18. April 1926 im Spitalturm ein historisch ausgerichtetes Heimatmuseum eröffnet wurde. Erster Direktor war Initiator Albert Becker. Dieses erste Museum wurde allerdings am 14. März 1945 bei dem Bombardement der Altstadt zerstört.
1948 wurde der Rechtsanwalt Max Schuler von der französischen Militärregierung mit dem Wiederaufbau des Museums betraut. Er begann mit der Bergung von geschichtsträchtigen Trümmerfunden und baute die Sammlung weiter aus. 1957 fand die Sammlung eine vorübergehende Bleibe in der von der Stadt zur Verfügung gestellten Villa Froelich. Öffentlich zugänglich wurde die Sammlung aber erst mit dem Umzug in das von Gertrud von Kraußer gestiftete „Petrihaus“ in der barocken Herzogvorstadt. Mit Unterstützung des Historischen Museums der Pfalz wurde das Museum als Heimatmuseum der Stadt Zweibrücken eingerichtet und am 28. Oktober 1961 feierlich eröffnet.
Betreut wurde es bis 1993 nebenamtlich durch städtische Verwaltungsangestellte. In diesem Jahr gründete sich der „Förderverein Museum Zweibrücken“ und die Stadt stellte mit Charlotte Glück-Christmann zum ersten Mal eine Historikerin für das Museum ein, die den Museumsbestand inventarisieren und ein Konzept entwickeln sollte. Das Petrihaus musste in dieser Zeit allerdings wegen der Renovierungsbedürftigkeit geschlossen werden. Bis zur Generalsanierung wurden die Ausstellungen daher an Ausweichorten durchgeführt. Ab 2004 wurde das Petrihaus grundlegend renoviert und modernisiert und 2006 als Museumsgebäude wieder in Betrieb genommen.

## Gebäude

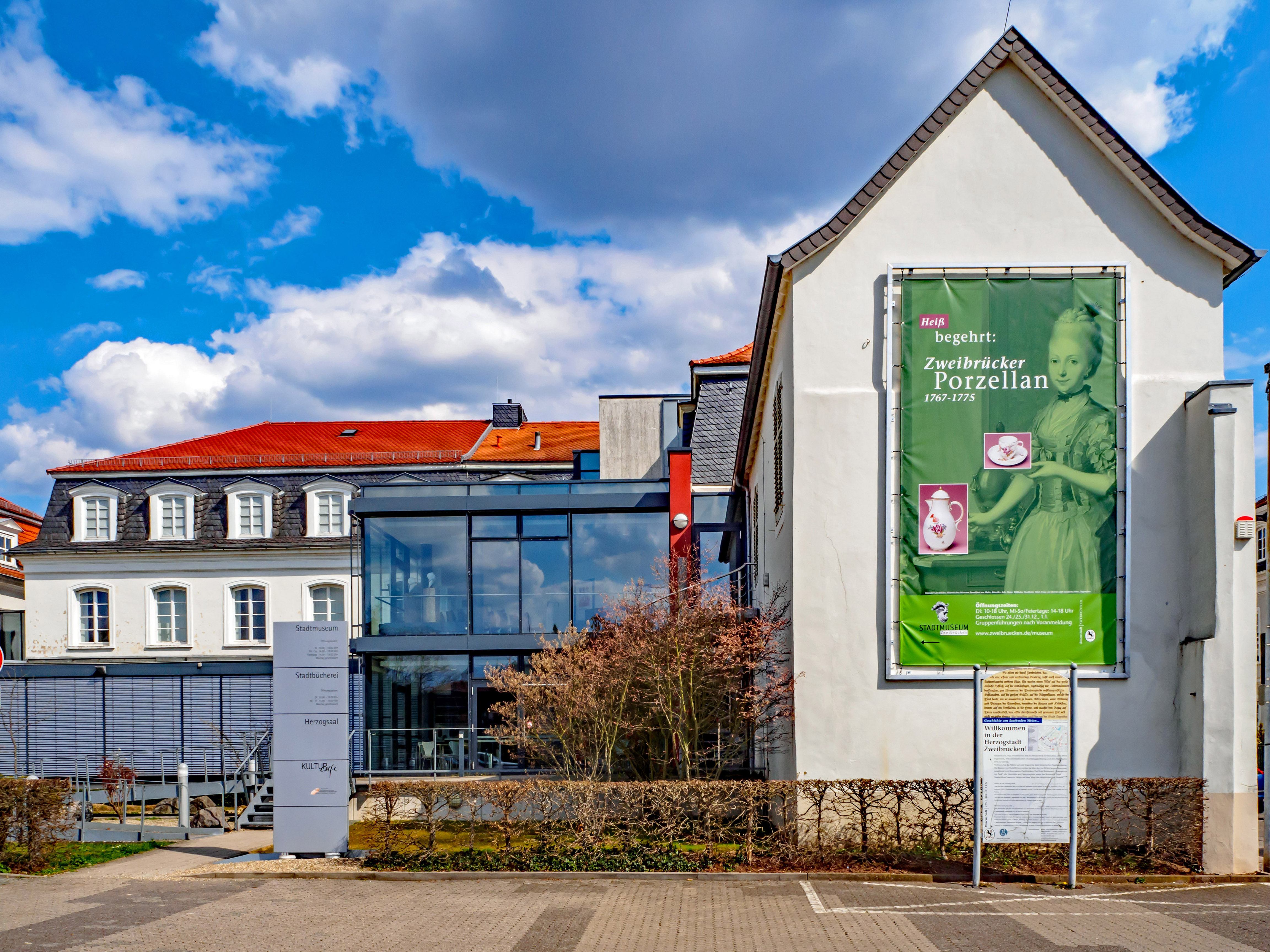
Anbau des Petrihauses

Im Jahre 1756 beschloss Herzog Christian IV. den Bau einer neuen Vorstadt. Das barocke Petrihaus ist eines der wenigen privat errichteten Häuser in der Herzogsvorstadt. Erbaut wurde es 1768 durch den Hofgärtner Ernst August Bernhard Petri. Bis heute ist das Haus nur wenig verändert worden. Das zweistöckige Eckgebäude mit Mansarddach und vorgelagerter Treppe besitzt an der Frontseite fünf Fensterachsen. Die mittlere ist durch den Eingang im Erdgeschoss und eine große Tür mit Balkon und schmiedeeisernem Geländer hervorgehoben. Im rückwärtigen Bereich des Barockbaus wurde zur barrierefreien Erschließung ein Anbau errichtet.
Das Gebäude steht unter Denkmalschutz.

## Ausstellungen
Das Stadtmuseum präsentiert eine ständige Ausstellung zur Zweibrücker Geschichte, ergänzt durch wechselnde Sonderausstellungen.
Einen Schwerpunkt der Dauerausstellung bildet die Barockzeit, in der Zweibrücken eine Blütezeit erlebte. Gezeigt werden einzigartige Exponate wie z. B. das wertvolle Zweibrücker Porzellan, das Mozartklavier aus der Zweibrücker Werkstatt Baumann und bedeutende Werke der Pfalz-Zweibrücker Malerschule.
Die gemeinsam mit der Siebenpfeiffer-Stiftung betriebene Ausstellung “Schau!platz Freiheit. Demokratische Tradition im Westrich” spürt den Wurzeln der deutschen Demokratiebewegung nach.